# Embalses de Leurza
Embalses de Leurza är en reservoar i Spanien.   Den ligger i provinsen Provincia de Navarra och regionen Navarra, i den nordöstra delen av landet, 300 km nordost om huvudstaden Madrid. Embalses de Leurza ligger 664 meter över havet.I omgivningarna runt Embalses de Leurza växer i huvudsak blandskog.